# Santa Colomba (Castropol)
Santa Colomba es un lugar de la parroquia de Balmonte, concejo de Castropol, en la comarca del Eo-Navia, Principado de Asturias, España.